# Camaridium ochroleucum
Camaridium ochroleucum är en orkidéart som beskrevs av John Lindley. Camaridium ochroleucum ingår i släktet Camaridium och familjen orkidéer. Inga underarter finns listade i Catalogue of Life.

## Bildgalleri

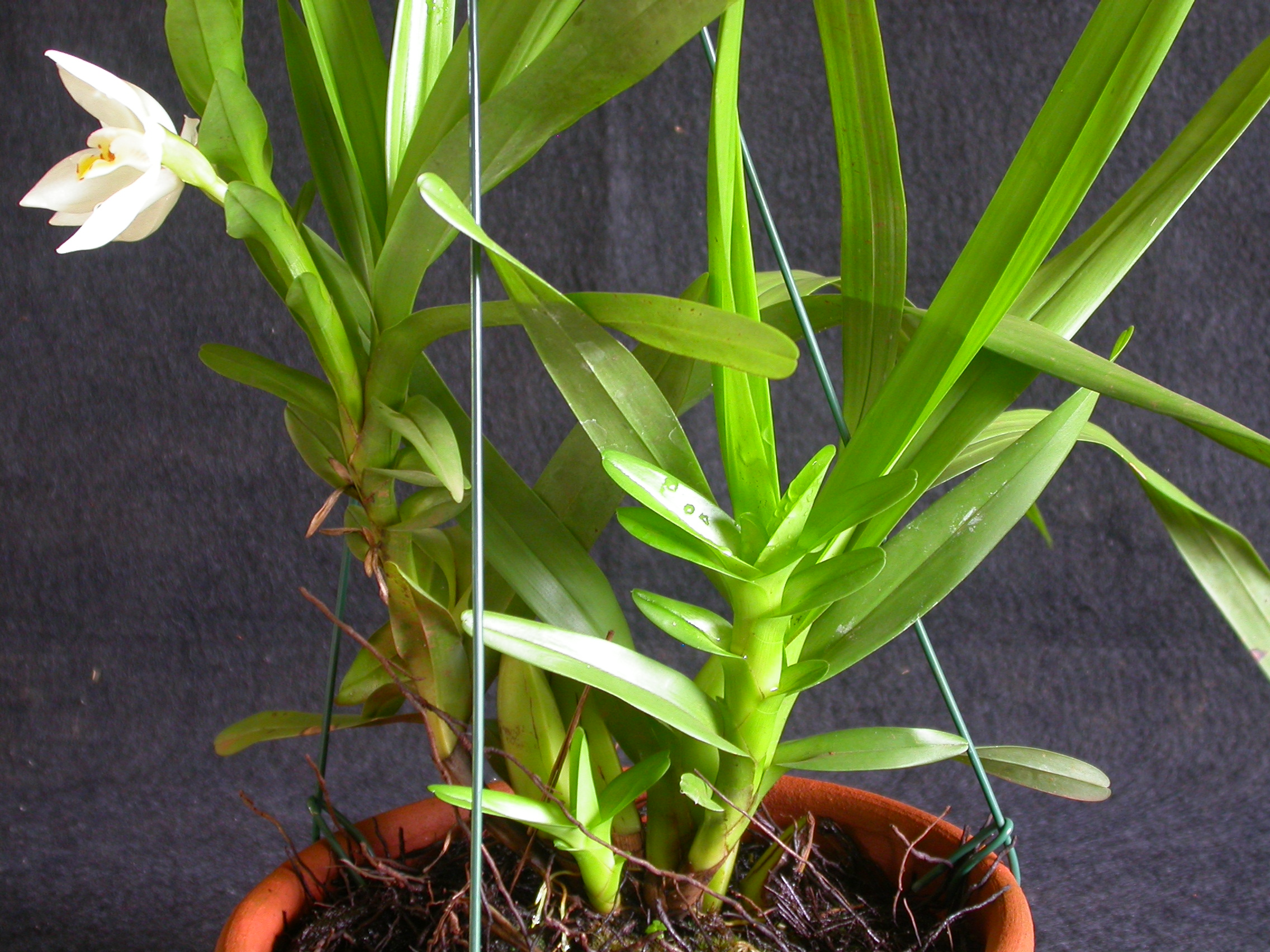
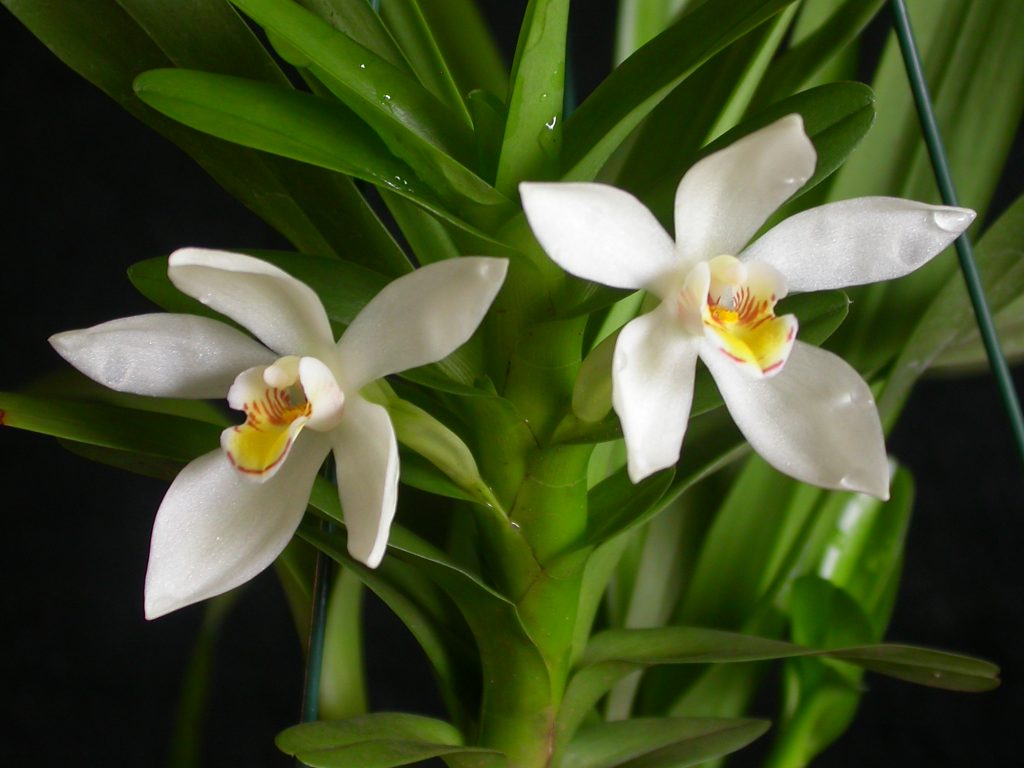
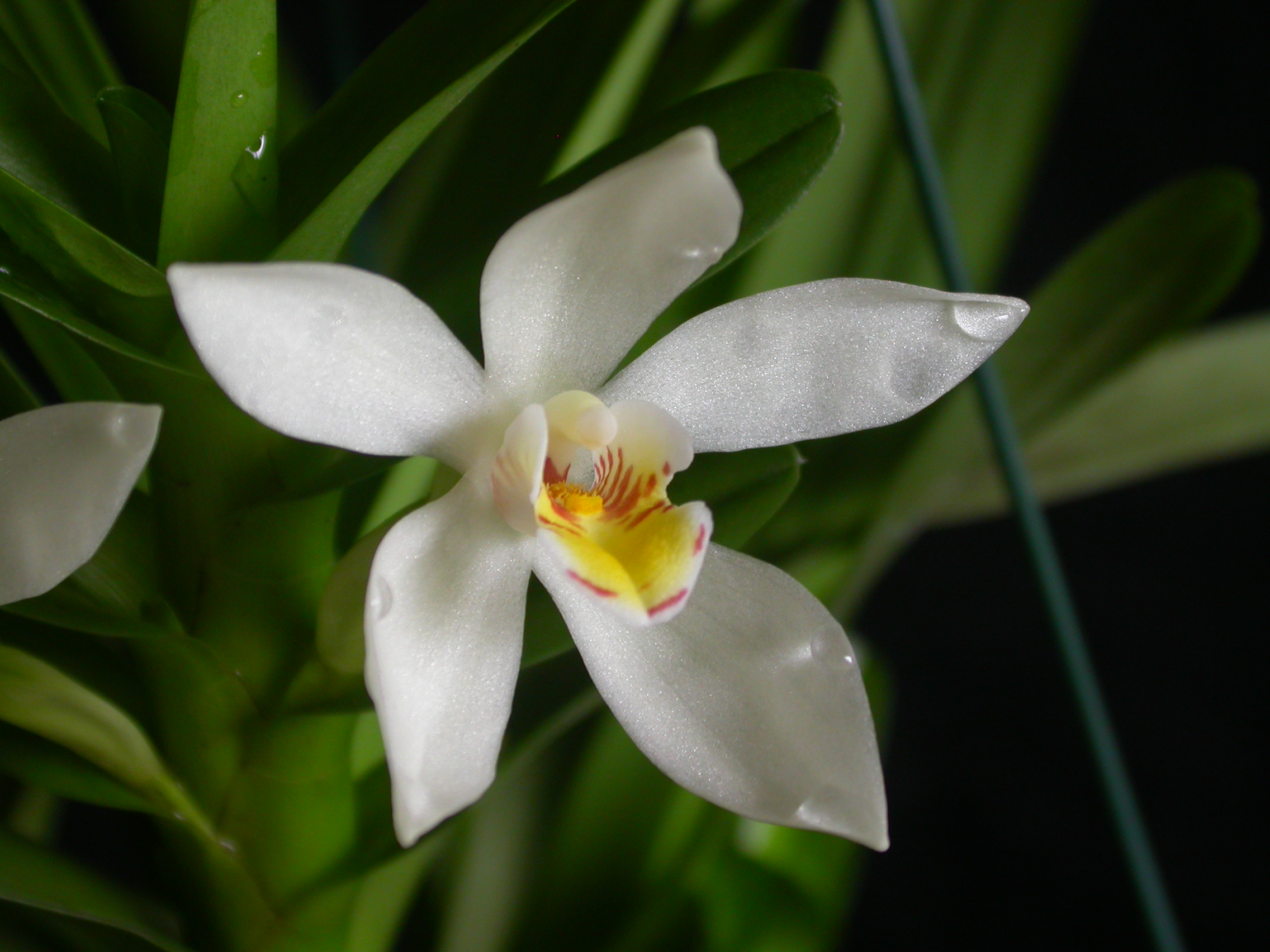
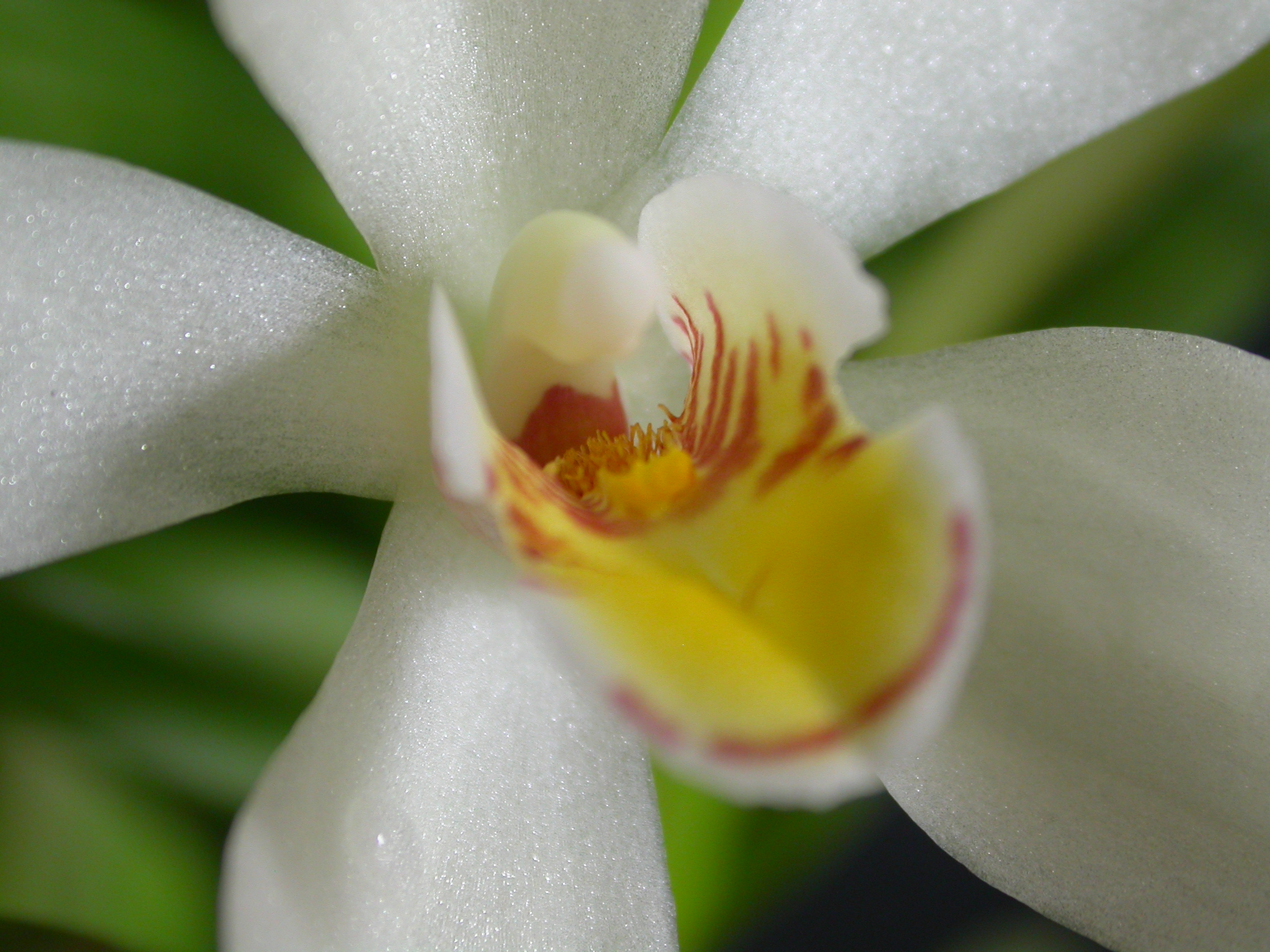
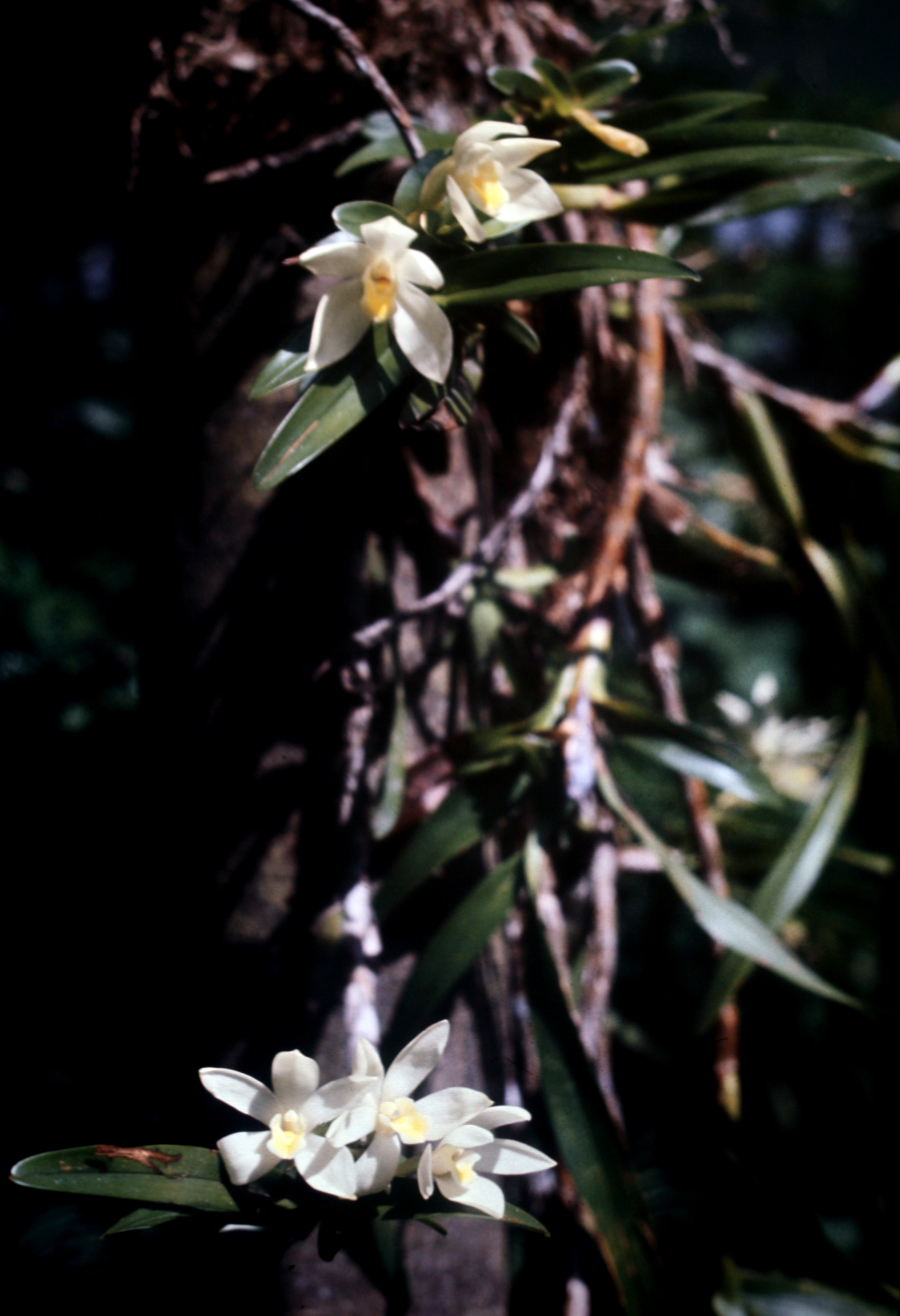
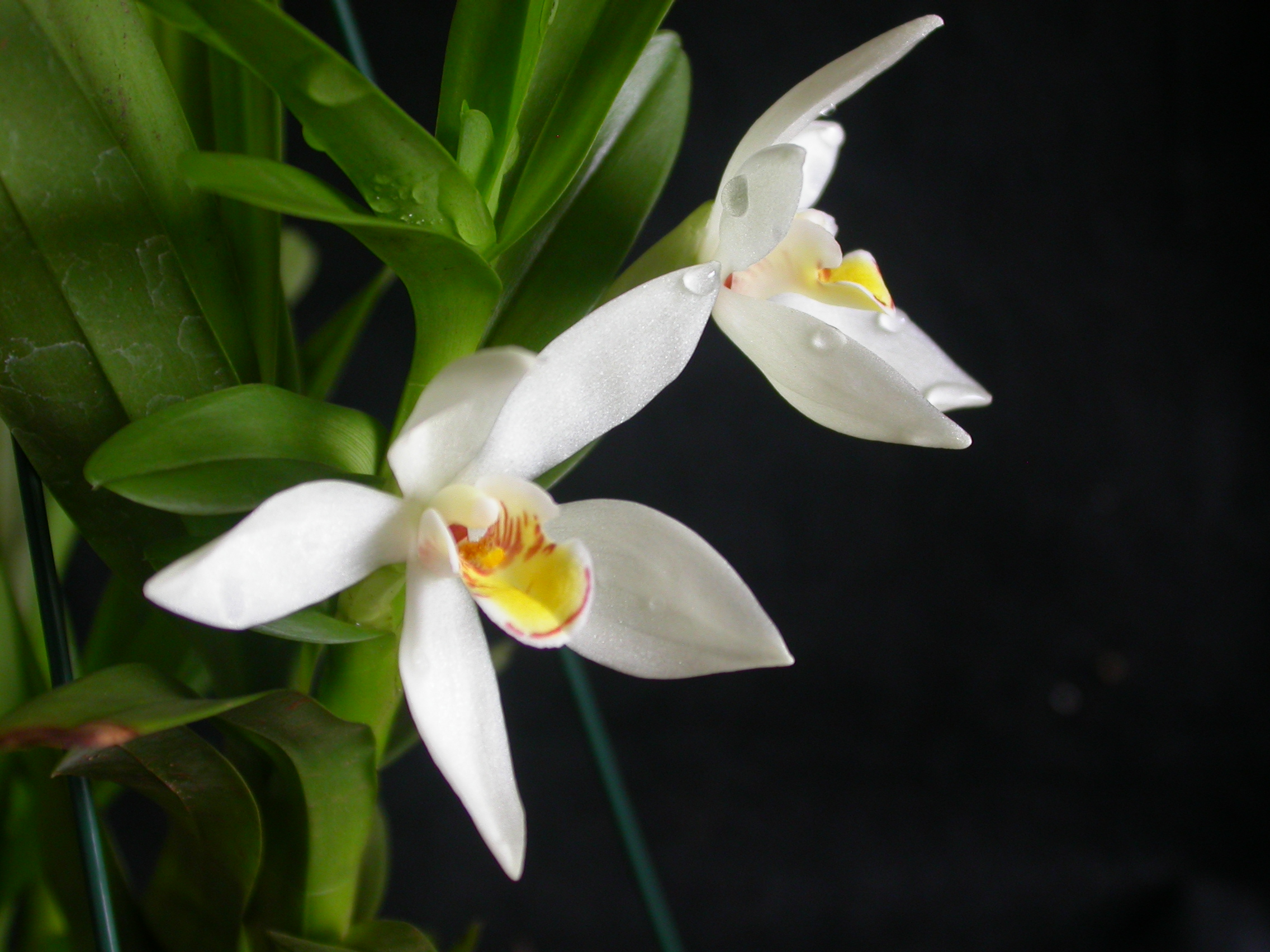